# Alena Stellnerová
Alena Stellnerová (* 22. August 1989 in Písek, Tschechoslowakei, teilweise Alena Šetelíková oder Alena Stellnerová-Šetelíková) ist eine tschechische Handballspielerin.

## Karriere

### Im Verein
Alena Stellnerová wuchs in Písek auf und spielte dort für den Verein Sokol Písek. 2012 wechselte sie zu DHC Slavia Prag. Nach sechs Jahren kehrte sie 2018 nach Písek zurück.

### In Auswahlmannschaften
Ihr Debüt für die tschechische Nationalmannschaft gab sie im März 2009 gegen die Slowakei. Ihre erste große Turnierteilnahme war die Europameisterschaft 2016, wo sie mit Tschechien den 10. Platz belegte. Ein Jahr später bei der Weltmeisterschaft 2017 belegten sie den 8. Platz. Bei der Europameisterschaft 2018 belegte sie mit Tschechien den 15. Platz. Bei der Weltmeisterschaft 2023 belegte sie mit Tschechien den 8. Platz.